# Могила матери всех чукоч
Могила матери всех чукоч — особо почитаемая чукчами местность в окрестностях посёлка Уэлен, Чукотский автономный округ, Россия, на территории национального парка «Берингия» (участок «Уэлен»). Соседствует с древнеэскимосскими Эквенским и Уэленским могильниками.
В 2002 г. уэленская часовня Воскресения Христова, под давлением чукотской общественности, была построена не в изначально задуманном месте возле памятника Семёну Дежнёву на берегу Берингова пролива, а в самом посёлке Уэлен, так как изначально задуманное место находилось слишком близко к этому урочищу.